# Алекса Давалос
Алекса Давалос (англ. Alexa Davalos Dunas) (нар.. 28 травня 1982 року в Парижі, Франція) — американська акторка. Виконала ролі у таких голлівудських фільмах, як «Свято кохання», «Хроніки Ріддіка», «Імла», «Виклик» тощо. У 2015—2019 роках фільмувалася в головній ролі Джуліани Крейн в американському телесеріалі виробництва Amazon Studios «Людина у високому замку».

## Життєпис

### Ранні роки
Народилася 28 травня 1982 в Парижі. Вона єдина дитина акторки Елісси Давалос (англ. Elyssa Davalos) і фотографа Джефа Дюнаса (англ. Jeff Dunas). Її дід по матері — актор Річард Давалос. Давалос провела більшу частину свого дитинства у Франції та Італії перед тим, як переїхати жити до Нью-Йорку. По батьківській лінії у неї єврейські корені; її пращури по батьківській лінії емігрували з Вільнюса. Вона виховувалася «без великого впливу релігії», хоча і відвідувала єврейську школу певний час.
У сімнадцять років вона збунтувалася і самостійно вирушила до Нью-Йорку. заробляла на життя моделлю у таких фотографів як Пітер Ліндберг. Вона згадує: «У мене була місія. Я хотіла вийти в світ і робити те, що мені подобається. Працюючи в театрі, я зрозуміла, що дійсно хотіла бути акторкою» Незабаром їй випав шанс стати акторкою і вона приєдналася до нью-йоркського Off Broadway Flea Theater.

## Кар'єра
У 2002 році Давалос знялася з Чарлі Гофхаймером у короткометражному фільмі «Привид Ф. Скотта Фітцджеральда», який показали на Кінофестивалі в Торонто у 2002 році. 2003 року знялася в телевізійному фільмі компанії HBO «Панчо Вілья» з Антоніо Бандерасом. 2004 року вперше отримала головну роль Кіри у художньому фільмі «Хроніки Ріддіка».
Давалос також зіграла роль мутанта Гвен Райден у трьох епізодах серіалу «Ангел», а в 2005 році знялася в серіалі телеканалу Fox «Зустріч випускників». У 2007 Алекса знялася в романтичній драмі «Свято кохання», в якому також знімалися Грег Кіннер і Морган Фріман. Вона також знялася у фільмі «Імла» режисера Френка Дарабонта.
У 2008 році Алекса Давалос знялася у фільмі Едварда Цвіка «Виклик» з Деніелом Крейгом. Вона зіграла Андромеду у фільмі «Битва титанів» разом з Семом Вортінгтоном, Рейфом Файнзом, Ліамом Нісоном та іншими. Вона не повернулася до сіквела «Гнів титанів» через конфлікт планування.
У 2013 році знову знялася у режисера Френка Дарабонта в серіалі «Місто гангстерів».
З 2015по 2019 роки знімалась у головній ролі у трьох сезонах серіалу «Людина у високому замку» компанії Amazon.

## Особисте життя
Алекса Давалос — близька подруга акторки Аманди Рієтті і була подружкою нареченої на її весіллі. Давалос вважає себе «занудою» і любить подорожувати й читати книги. Вона оберігає своє особисте життя, заявляючи: «Я думаю, це вибір. Я думаю, це усвідомлений вибір — і те, чому ти дозволяєш впливати на тебе, а чому й ні.»

## Фільмографія
| Рік         |    | Українська назва               | Оригінальна назва                    | Роль                            |
| ----------- | -- | ------------------------------ | ------------------------------------ | ------------------------------- |
| 2002        | ф  | Берега                         | Coastlines                           | дівчина Едді                    |
| 2002        | кф | Привид Ф. Скотта Фітцджеральда | The Ghost of F. Scott Fitzgerald     | Бесс Гюнтер                     |
| 2002        | тф |                                | Untitled Secret Service Project      | Еліза Рендольф                  |
| 2002        | с  | Хто не визначився              | Undeclared                           | Сьюзен                          |
| 2002 — 2003 | с  | Ангел                          | Angel                                | Гвен Рейден                     |
| 2003        | тф | Панчо Вілья                    | And Starring Pancho Villa as Himself | Тедді Семпсон                   |
| 2004        | ф  | Хроніки Ріддіка                | The Chronicles of Riddick            | Кіра                            |
| 2005 — 2006 | с  | Зустріч випускників            | Reunion                              | Саманта Керлтон                 |
| 2006        | тф | Капітуляція Дороті             | Surrender, Dorothy                   | Сара                            |
| 2007        | с  | Детектив Рейнс                 | Raines                               | Сенді Будро                     |
| 2007        | ф  | Свято кохання                  | Feast of Love                        | Хлоя Барлоу                     |
| 2007        | ф  | Імла                           | The Mist                             | Саллі                           |
| 2008        | ф  | Виклик                         | Defiance                             | Лілка Тіктін                    |
| 2010        | ф  | Битва Титанів                  | Clash of the Titans                  | Андромеда                       |
| 2013        | с  | Місто гангстерів               | Mob City                             | Жасмин Фонтейн                  |
| 2015 — 2018 | с  | Людина у високому замку        | The Man in the High Castle           | Джуліана Крейн                  |
| 2019        | с  | Каратель                       | The Punisher                         | Бет Куїнн                       |
| 2021 — 2023 | с  | ФБР: Найбільш розшукувані      | FBI: Most Wanted                     | спеціальний агент Крістін Гейнс |